# 奎兰迪
奎兰迪（Quilandy），《島夷志略》謂之班達里（Panthalayini），是印度喀拉拉邦Kozhikode县的一个城镇。总人口68970（2001年）。

## 人口
该地2001年总人口68970人，其中男性32923人，女性36047人；0—6岁人口7214人，其中男3700人，女3514人；识字率82.73%，其中男性为85.70%，女性为80.01%。